# Transferencia adoptiva de linfocitos T
La transferencia adoptiva de células T es una terapia de tipo inmunitario que se utiliza de forma experimental para el tratamiento de determinados tipos de cáncer. Se basa en obtener linfocitos T del paciente, los cuales son expandidos in vitro en el laboratorio y después transferidos adoptivamente al paciente. Pueden utilizarse los linfocitos T inalterados o bien modificarlos genéticamente, insertando un gen que codifica un receptor, el cual reconoce un antígeno específico de las células tumorales. Estos linfocitos T alterados genéticamente se adhieren a la superficie de las células malignas favoreciendo su destrucción. Esta terapia se ha utilizado para el tratamiento de melanomas con metástasis y algunos tipos de leucemia.

## Tipos de transferencia de linfocitos T según el donante
- Autólogo.- Cuando el donante de los linfocitos T es el propio enfermo, su desventaja clínica es que se precisa realizar todo el proceso de producción para cada enfermo de forma individual.
- Alogénico.- Cuando el donante de los linfocitos T es una persona sana, su ventaja clínica es la biodisponibilidad, pues puede fabricarse de forma industrial y almacenarse para su uso clínico en los centros hospitalarios.

## Producción
Una vez obtenidos los linfocitos T del donante, son tratados en laboratorio por una plataforma de transferencia genética (por ejemplo: TALEN, CRISP,  por vector viral o por otra tecnología de transferencia genética) para incorporar a la superficie de los linfocitos T un tipo o varios de proteínas transmenbrana quiméricas, que reconocen antígenos específicos de la superficie de las células tumorales, una vez editados los linfocitos T con estas proteínas quiméricas,  son cultivados hasta multiplicar su cantidad unas cien veces y son de nuevo transfundidos al enfermo.

## Efectos adversos
El desarrollo de los ensayos clínicos previos muestran una gran efectividad en la reducción y eliminación de células tumorales si bien uno de sus posibles efectos adversos es el síndrome de tormenta de citoquinas asociada a la respuesta inmunitaria, para solucionarlo se han diseñado fármacos asociados para regular la expresión de los linfocitos T, que se usan como interruptores de encendido y apagado (incluso reguladores de su nivel de encendido), y que portan una proteína esencial para el funcionamiento del antígeno quimérico como tal, esto es un regulador transcripcional, lo que se consideran CAR-T de segunda y tercera generación 

## Situación en 2017
En 2017 los resultados experimentales son muy alentadores, así existen ensayos en glioblastoma que en fase 2 han elevado la esperanza de vida media de los enfermos de 5 meses a más de 12 meses. Por otro lado varias empresas farmacéuticas han solicitado a la FDA y a la EMEA una aplicación de licencia biológica de terapia CAR-T (al tratarse de un cultivo celular y no de un fármaco clásico), como Novartis con CTL019 para leucemia linfoide aguda  de células B para pacientes pediátricos y jóvenes adultos, y Kite Pharma con KTE-C19 para leucemia linfoide aguda de células B y linfoma no hodgkiniano agresivo. Ambas terapias biológicas son de trasplante autólogo, y expresan en la superficie celular de las células T un receptor quimérico del antígeno específico CD19 y por lo tanto su objetivo terapéutico son las leucemias y tumores que expresan CD19 (CD19+). Por lo que se espera que se apruebe su autorización entre finales de 2017 y principios de 2018.

## Tipos
Existen varios tipos de transferencia celular adoptiva que se denominan de forma abreviada por sus iniciales en inglés:
- CAR-T (Terapia de linfocitos T con CAR).
- TIL (Linfocitos infiltrantes de tumor).